# گره‌گوا دفرل
آندره گره‌گوا دفرل (فرانسوی: André Grégoire Defrel‎؛ زادهٔ ۱۷ ژوئن ۱۹۹۱) بازیکن فوتبال اهل فرانسه است.
از باشگاه‌هایی که در آن بازی کرده‌است می‌توان به پارما، فوجا، چزنا، ساسوئولو، رم و سمپدوریا اشاره کرد.